# 小黒島
小黒島（こぐろじま、おぐろしま）は、長崎県北松浦郡小値賀町に属する無人島である。五島列島の小値賀島の南に位置し、西には黒島がある。